# Włatko Grozdanowski
Vlatko Grozdanovski (ur. 30 stycznia 1983 w Skopju) – macedoński piłkarz. Gra na pozycji pomocnika. Grał w Cementarnicy, Vardarze Skopje, Omonii Nikozja, FK Vojvodina Nowy Sad i w hinduskim Damash Lorestan. Ma na swoim koncie 49 występów w reprezentacji Macedonii i 4 bramki. Wcześniej grał w reprezentacji Macedonii do lat 16, 17, 19 i 21.